# Mon oncle Benjamin (film, 1924)
Pour les articles homonymes, voir Mon oncle Benjamin (homonymie).
Pour plus de détails, voir Fiche technique et Distribution.
Mon oncle Benjamin est un film français réalisé par René Leprince et sorti en 1924.
Il s'agit d'une adaptation du roman Mon oncle Benjamin de Claude Tillier paru en 1843.

## Synopsis
En tant que médecin, Benjamin examine la belle aubergiste et cabaratière Manette. Il met une pilule sur sa langue et elle lui sourit avec séduction. Manette n'a rien à payer. Benjamin rend visite à sa sœur et à son mari, Machecourt. Les deux ont six enfants. Benjamin ne veut pas se marier. Le docteur Minxit veut le marier à sa fille Arabelle. Mais Benjamin a de la chance, parce-que Arabelle aime le jeune noble Pont-Cassé. Benjamin fait la fête dans la taverne de Manette. Pont-Cassé se dispute avec un autre homme dans une auberge. L'homme le défie en duel. Arabelle se dresse sur un tronc d'arbre au-dessus de la rivière. Lorsqu'un coup de feu est tiré lors d'un duel, Arabelle est surprise. Elle tombe à l'eau sous le choc. Lorsque les hommes se précipitent vers la rivière, toute aide arrive trop tard. La pauvre Arabelle est déjà morte. Le docteur Minxit organise un dîner et invite tout le monde. Puis il meurt de chagrin. Benjamin rencontre Manette: Manette demande quels ont été les derniers mots de Minxit: "QU'il ne fallait pas laisser le bonheur quand il passe..." Benjamin et Manette s'embrassent. Ensuite, nous voyons la pierre tombale de Minxit: Jacques Minxit, un bon citoyen et un ami serviable."

## Fiche technique
- Réalisation : René Leprince
- Scénario : d'après le roman de Claude Tillier
- Adaptation : Roger Guillien
- Photographie : Julien Ringel et René Gaveau
- Production :  Pathé Consortium Cinéma
- Pays de production :  France
- Format : Muet - Noir et blanc
- Genre : Comédie
- Métrage : 2 605 m[1]
- Date de sortie : 
  - France : 11 janvier 1924

## Distribution
- Léon Mathot : Benjamin Rathery
- Madeleine Erickson : Manette
- Charles Lamy : Machecourt
- Betty Carter : Madame Machecourt
- Émile Garandet : Le docteur Minxit
- André Clairius : Pont-Cassé
- Madame De Houx : Arabella
- Pierre Denols